# بانزر 68
بانزر 68 (بالإنجليزية: Panzer 68)‏ دبابة قتال رئيسية من صنع سويسري، أنتجت بين عامي 1972 إلى 1974.